# 有楽名店街
座標: 北緯34度41分21.9秒 東経135度11分14秒 / 北緯34.689417度 東経135.18722度

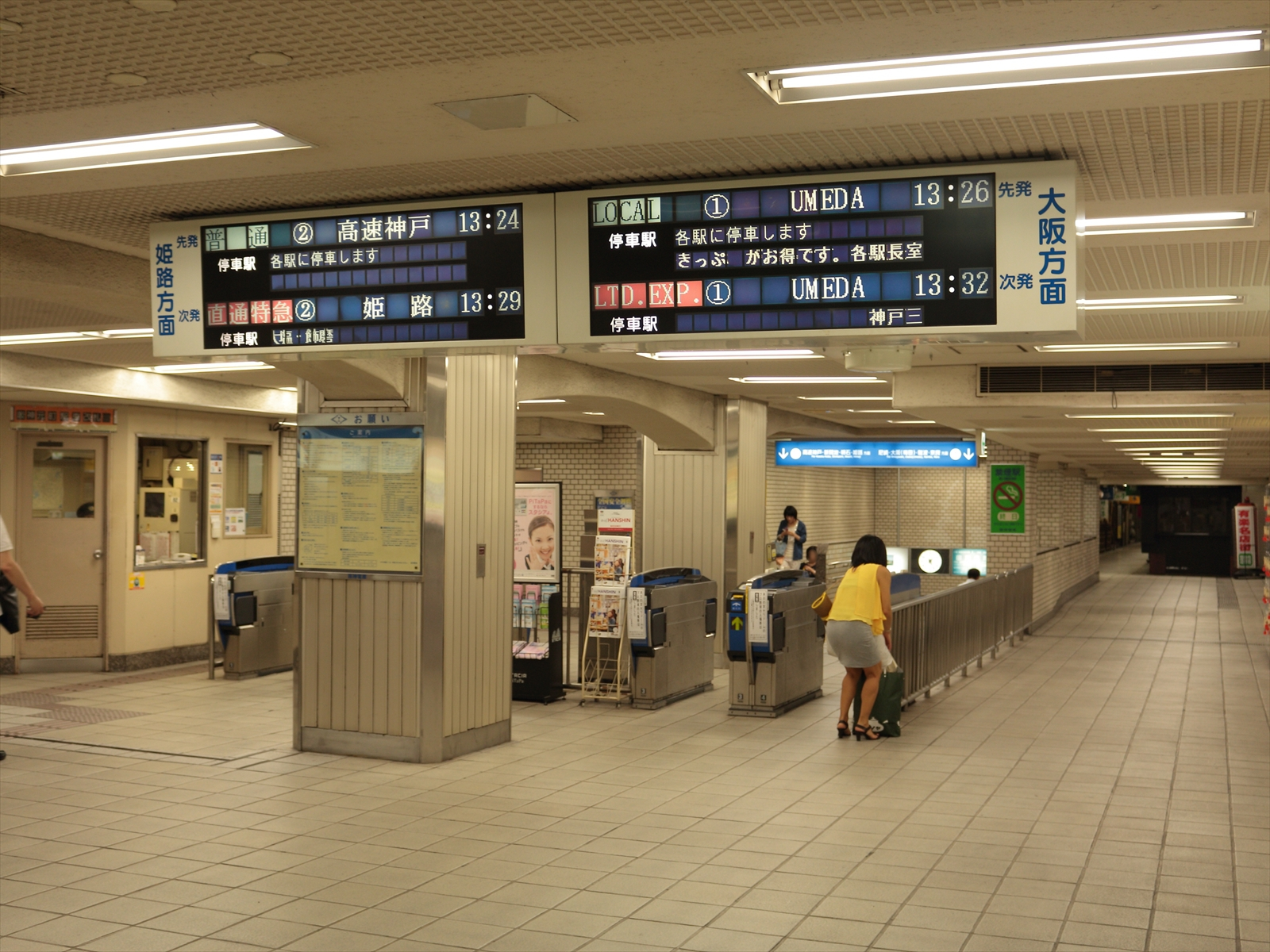
阪神電鉄元町駅 東改札口。右奥に有楽名店街の看板が見える。

有楽名店街（ゆうらくめいてんがい）とは、兵庫県神戸市中央区元町通に存在した地下街の名称。駅の東口と南口を結ぶ約120メートルの地下通路に、約30店舗のスナックや飲食店が立ち並んでいた。

## 沿革

### 開業からの経緯
1947年、阪神電気鉄道元町駅地下通路の開通に伴い「阪神メトロ街」として開業した。1959年に「有楽名店街」に改名した。
1979年、改正後の建築基準法に適合しなくなった「既存不適格」にあたるとの指摘を神戸市から受けた。地上への出口が狭いことなどが問題とされたが、違法建築物ではないため、消防法に沿って誘導灯やスプリンクラーなどの設備を整えることで対応がなされた。1990年代、自治会として元町有楽名店会が発足。
2006年、阪神電鉄は店主たちとの賃貸契約を普通の「賃貸借契約」から「定期賃貸借契約」に変更した。

### 有楽名店街の閉鎖へ
2013年1月、東灘区御影本町の阪神電鉄高架下で店舗火災が発生。2014年3月7日には、阪急十三駅前に密集する飲食店街（通称：ションベン横丁）で、飲食店など36店舗、延べ1500平方メートルが焼ける大規模火災事件が発生するなど、老朽化した飲食街の火災被害が目立つようになった。これを受け、貸主の阪神電鉄が「有楽名店街に火災時の避難用階段が確保できないなどの安全上の問題があり、火災時などに大きな事故につながる危険性がある」として有楽名店街の閉鎖を決定。
2014年11月、阪神電鉄側から、名店街店主らへの説明会が開催された（初回）。阪神電鉄は「2016年3月末で閉鎖する」という方針を告知し、当時運営中の三十数店舗に明け渡しを求めた。これに対し、自治会は署名活動など閉鎖撤回を求める活動を展開。2016年、自治会は神戸市宛に「歴史的遺産、昭和の文化として残す」「防災訓練に取り組み、防火管理者の資格を取得」などを強調した要望書と署名を提出。神戸市は「商店街の活性化を支援したい」とした。
2018年4月、3店舗の借主に店舗の明け渡しを命じる大阪高裁判決が確定した。店主や客らは「昭和の風情が残る街を残して」と署名を集め、阪神電鉄に5,826筆、神戸市長に6,565筆を提出。2019年1月、その時点で営業を続けていた15店舗のうち、2店舗に対して店舗の明け渡しを求める訴訟が提起された。
テナント貸主の阪神電鉄が明け渡しを求める訴訟が神戸地裁（武村繁樹 裁判官）で続く中、2019年8月21日、店主らは神戸地裁に公正な判決を求める要望書を提出した。要望書には「昭和の風情が残るレトロな街を存続させて」と望む常連客ら2,669筆の署名が添えられていた。
2021年1月、前述の2店舗に対する訴訟の判決が神戸地裁であり店舗の明け渡しを命じる判決となった。後に大阪高裁で和解が成立、2店舗の退去が決定した。最終的には店側の自治会が一斉閉店を決定した。
2023年9月30日をもって閉鎖され、76年間の歴史に幕を下ろした。閉鎖時点で9店舗が営業しており、全店舗が閉業または移転することとなった。